# Adolf Fredrik Normelin
Adolf Fredrik Normelin, född 5 januari 1794, död 10 februari 1851, var en svensk ämbetsman.
Normelin blev kopist vid Handels- och finansexpeditionen 1815, kanslist 1816, protokollssekreterare 1817. Han avancerade senare till expeditionschef i Finansdepartementet 1838 och departementschef i Generaltullstyrelsen 1848. Normelin, som var amatörflöjtist, invaldes som ledamot nummer 308 i Kungliga Musikaliska Akademien den 16 december 1845.